# Spinolidia spiculata
Spinolidia spiculata är en insektsart som beskrevs av Nielson 1982. Spinolidia spiculata ingår i släktet Spinolidia och familjen dvärgstritar. Inga underarter finns listade i Catalogue of Life.